# Resolució 946 del Consell de Seguretat de les Nacions Unides
La Resolució 946 del Consell de Seguretat de les Nacions Unides fou adoptada el 30 de setembre de 1994. Després de reafirmar la Resolució 733 (1992) i totes les seves resolucions posteriors sobre la situació a Somàlia, el Consell va ampliar el mandat de la Segona Operació de les Nacions Unides a Somàlia (UNOSOM II) durant un període d'un mes fins al 31 d'octubre de 1994.
El Consell es va preocupar pel deteriorament de la situació a Somàlia, va condemnar els atacs i l'assetjament contra la ONUSOM II i altres persones, mentre que la responsabilitat dels partits somalis era garantir la seguretat del personal. La presència de les Nacions Unides i altres personal i suport internacional al país dependria de la voluntat dels partits de Somàlia d'aconseguir una solució política. La intenció del Secretari General Boutros Boutros-Ghali era informar sobre les perspectives de reconciliació nacional i el futur de les Nacions Unides a Somàlia a mitjans d'octubre de 1994.
El mandat de la UNOSOM II es va ampliar fins al 31 d'octubre de 1994 i el Consell es va comprometre a fer una revisió del seu mandat i futur abans de la data de venciment. Es va encoratjar al Secretari General a preparar acords de contingència per a l'aplicació de decisions, inclosa la retirada de la UNOSOM II. També es va decidir enviar una missió a Somàlia per informar a les parts dels plans del Consell de Seguretat.
La resolució 946 va ser aprovada per 14 vots contra cap, amb una abstenció dels Estats Units.